# Матиас Курьор
Матиас Курьор (роден на 22 март 1988 г. във Фор дьо Франс) е футболист от Мартиника, който играе като нападател.

## Кариера
Курьор израства в прочутата школа на френския Льо Авър, където е съотборник с Пиер-Емерик Обамеянг и Димитри Пайет. Впоследствие не получава предложение за професионален договор и преминава в Бове. През 2008 г. е привлечен от Нант, но играе само за „Б“ отбора.
През 2010 г. Курьор напуска Франция и преминава в испанския Ориуела. Сезон по-късно подписва договор с Атлетико Балеарес. В началото на 2013 г. Курьор се завръща в родното си място Мартиника, където играе няколко месеца за Голдън Лайън. През сезон 2013/14 е част от състава на испанския Уракан Валенсия, а през лятото на 2014 г. подписва договор с българския Черно море.
На 28 май 2016 г. Курьор подписва двугодишен договор с грузинския клуб Динамо (Тбилиси).

## Успехи
Черно море
- Купа на България (1): 2014/15
- Суперкупа на България (1): 2015